# Cryptus anniversarius
Cryptus anniversarius är en stekelart som beskrevs av Maljavin 1968. Cryptus anniversarius ingår i släktet Cryptus och familjen brokparasitsteklar. Inga underarter finns listade i Catalogue of Life.